# Ото Берг
Ото Берг (норв. Otto Berg; Бослеј, 24. август 1906 — Берум, 10. април 1991) био је норвешки атлетичар специјалиста скок удаљ.
Берг је на Првом Европском првенству на отвореном 1934. одржаном у Торину освојио сребрну медаљу у скоку удаљ скоком 7,31 метар. Две године касније на Летњим олимпијским играма 1936. у Берлину носио је норвешку заставу на свечаном отварању Игара. Такмичио се у скоку удаљ и завршио на десетом месту скоком од 7,30 м.
Био је првак Норвешке у скоку удаљ 1931. и од 1934 до 1936, а 1935. и на 100 метара. Борг је освајао медаље у дисциплини скоку удаљ без залета. Тако је 1935 оборио норвешки рекорд у тој дисциплини за 11. цм (3,44) да би га исте године повећао на 3,47. Рекорд је стајао 21. годину пре него што је оборен 1956.
Лични рекорд од 7,53 м постигао је у августу 1934. на Билсет стадиону у Ослу. То је био и норвешки рекорд. Са 1. јануаром 2013. био је 18 норвешки скакач удаљ свих времена. За успехе у спорту 1934. добио је норвешку престижну награду Egebergs Ærespris.